# Oestromyia leporina
Oestromyia leporina – owad z rodziny gzowatych. Jego larwy są pasożytami gryzoni.